# Cratere secondario

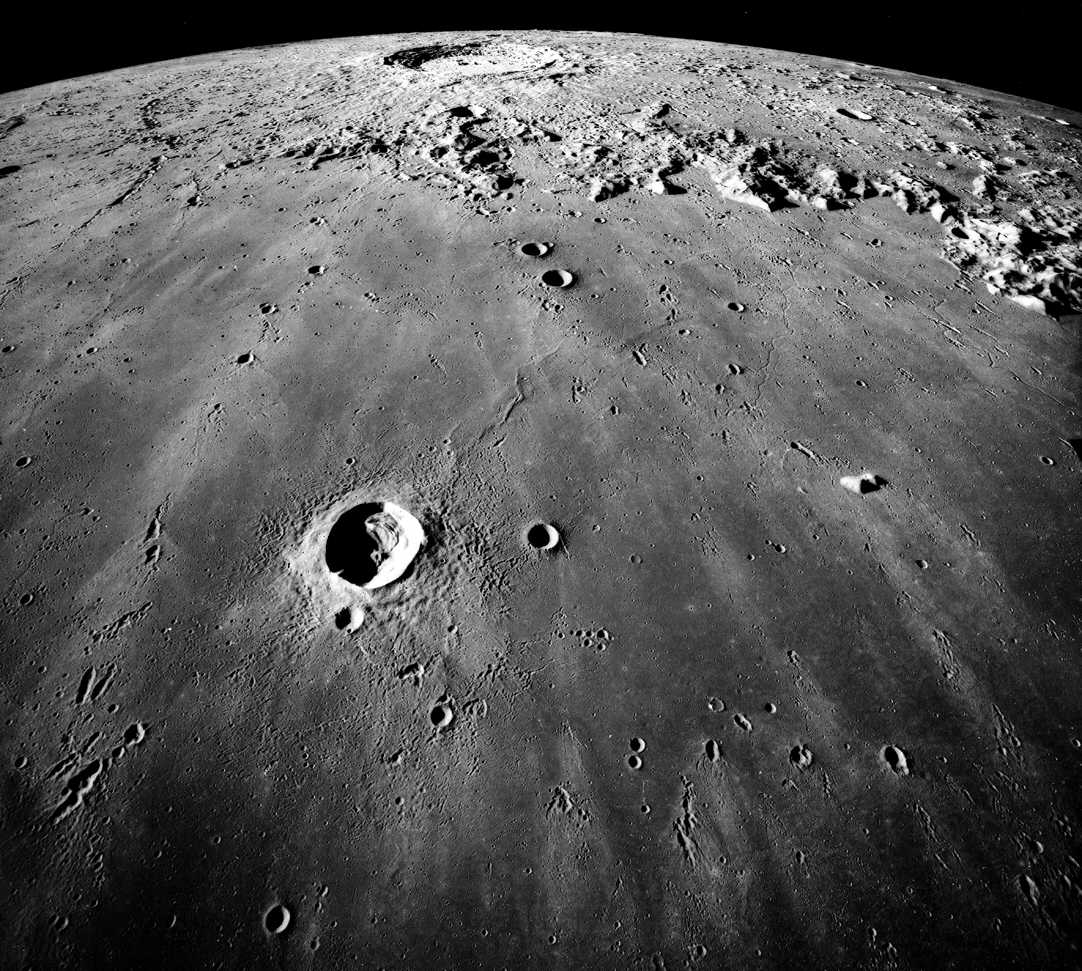
Il Mare Imbrium (in rilievo) è circondato da crateri secondari dall'impatto che ha formato il cratere Copernicus (in alto al centro).

I crateri secondari sono crateri da impatto formati dal materiale espulso da un cratere più grande, poi ricaduto al suolo a grandi velocità. A volte formano crateri a catena in cerchio.